# لجنة الانتخابات الرئاسية 2012

شعار لجنة الانتخابات الرئاسية 2012

لجنة الانتخابات الرئاسية هي لجنة شُكّلت للإشراف على انتخابات الرئاسة المصرية 2012 التي تم من خلالها انتخاب الرئيس محمد مرسي أوّل رئيس منتخب لجمهورية مصر العربية بعد ثورة 25 يناير.

## أعضاء اللجنة
تضم اللجنة في رئاستها وعضويتها كل من:
- الرئيس: المستشار / فاروق أحمد سلطان، رئيس المحكمة الدستورية العليا
- الأعضاء:
  - المستشار / عبد المعز أحمد إبراهيم، رئيس محكمة استئناف القاهرة
  - المستشار / حاتم بجاتو رئيس هيئة المفوضين في المحكمة الدستورية العليا
  - المستشار / ماهر على أحمد البحيري، النائب الأول لرئيس المحكمة الدستورية العليا
  - المستشار / محمد ممتاز متولي، النائب الأول لرئيس محكمة النقض
  - المستشار / أحمد شمس الدين خفاجي، النائب الأول لرئيس مجلس الدولة

## اختصاصات اللجنة
تختص اللجنة بكافة الاختصاصات الواردة بالمادتين 27 و28 من الإعلان الدستوري الصادر في 20 من مارس سنة 2011 وبالقانون رقم 174 لسنة 2005 المنظم للانتخابات الرئاسية وبهذه اللائحة، وعلي الأخص بما يلي :- 
- الإشراف علي قاعدة بيانات الناخبين والقيد فيها وتعديلها.
- إعلان فتح باب الترشيح لرئاسة الجمهورية.
- وضع الإجراءات اللازمة للتقدم للترشيح لرئاسة الجمهورية والإشراف علي تنفيذها.
- تلقي طلبات الترشيح لرئاسة الجمهورية وفحصها والتحقق من توافر الشروط في المتقدمين للترشيح
- إعداد القائمة النهائية للمرشحين وإعلانها.
- إعلان ميعاد وإجراءات التنازل عن الترشيح.
- تحديد تاريخ بدء الحملة الانتخابية ونهايتها.
- التحقق من تطبيق القواعد المنظمة للدعاية الانتخابية المنصوص عليها في القانون رقم 174 لسنة 2005 المشار إليه، ومن تطبيق المساواة بين المرشحين في استخدام وسائل الإعلام المسموعة والمرئية المملوكة للدولة لأغراض الدعاية الانتخابية واتخاذ ما تراه من تدابير عند مخالفتها.
- وضع قواعد وإجراءات اقتراع المصريين المقيمين خارج مصر في انتخابات رئاسة الجمهورية.
- الإشراف العام علي إجراءات الاقتراع والفرز بمندوبين للجنة من أعضاء الهيئات القضائية.
- البت في جميع المسائل التي تعرض عليها من اللجان العامة لانتخاب رئيس الجمهورية.
- تلقي النتائج المجمعة للانتخابات، وتحديد نتيجة الانتخاب وإعلانها.
- الفصل في جميع التظلمات والطعون المتعلقة بالانتخاب.
- الفصل في جميع المسائل المتعلقة باختصاص اللجنة، بما في ذلك تنازع الاختصاص، وكذلك الاختصاصات الأخرى التي ينص عليها القانون رقم 174 لسنة 2005 المشار إليه.
- ولها أن تضع من القواعد ما تقتضيه ظروف اختصاصاتها وطبيعته.

## الجدول الزمني للانتخابات

صورة لبطاقة تصويت المصريين بالخارج في الانتخابات، توضح ترتيب المرشحين ورموزهم الانتخابية

أعلن المستشار فاروق سلطان، رئيس لجنة الانتخابات الرئاسية 2012 الجدول الزمني الذي وضعته اللجنة لإجراء العملية الانتخابية، وكان على النحو التالي :-

- حددت يوم 8 مارس للإعلان عن فتح باب الترشيح وتسليم نماذج الترشح من مقر اللجنة الجديد بمصر الجديدة
- حددت اللجنة الفترة من 10 مارس وحتى 8 أبريل لبدء تلقي طلبات الترشيح اعتبارا من التاسعة صباحا وحتى الثامنة مساء، عدا اليوم الأخير يكون تلقي الطلبات حتى الثانية ظهرا،
- في يوم 9 أبريل تعلن اللجنة قائمة مقدمي طلبات الترشيح والمؤيدين من أعضاء مجلسي الشعب والشورى،
- تحديد يومي 10و11 أبريل لتلقي الاعتراضات من المرشحين على بعضهم من الثامنة صباحا حتى الثامنة مساء.
- تقرر تلقي التظلمات على قرارات الاستبعاد من الترشيح يومي 14 و15 أبريل
- حددت اللجنة يوم 16 أبريل للبت في التظلمات المقدمة
- في يوم 26 أبريل يتم إعلان القائمة النهائية للمرشحين وتحديد موعد بدء الحملة الانتخابية.
- تبدأ الحملات الانتخابية للمرشحين المقبولين يوم 30 أبريل وتنتهي في 20 مايو أي مدة الحملات 21 يوما
- تتم انتخابات المصريين بالخارج في 7 أيام من 11 حتى 17 مايو
- حددت اللجنة يومي 23 و24 مايو للانتخابات في داخل مصر
- تنتهي عمليات فرز الصناديق بالداخل وترسل المحاضر من اللجان العامة إلى لجنة الانتخابات الرئاسية في يوم 26 مايو
- يتم تقديم الطعون على قرارات اللجان العامة في أقصاه اليوم التالي للقرار المطعون فيه حتى يوم 27 مايو
- حددت اللجنة أن يتم البت فيما يرد من طعون بشأن أعمال اللجان العامة وقراراتها خلال ثلاثة أيام ويتم إعلان النتيجة النهائية للانتخابات وإخطار الفائز بالرئاسة يوم 29 مايو.
- وفي حالة وجود إعادة بانتخابات الرئاسة فقد حددت اللجنة يوم 30 مايو لبدء الحملة الانتخابية لمن يخوضون الإعادة، وتنتهي الحملة الانتخابية في الثانية عشرة ظهر يوم 15 يونيو
- تتم انتخابات المصريين بالخارج في الإعادة لمدة 7 أيام من 3 حتى 9 يونيو
- تتم انتخابات الإعادة في داخل مصر يومي 16 و17 يونيو،
- ينتهي الفرز في يوم 18 يونيو، وتلقي الطعون يوم 19 يونيو،
- يتم البت في الطعون وإعلان النتيجة النهائية وإخطار الفائز بالرئاسة يوم 21 يونيو.

## وصلات خارجية
- الموقع الرسمي للجنة الانتخابات الرئاسية 2012
- الصفحة الرسمية للجنة على موقع التواصل الاجتماعي Facebook  على فيسبوك.